# Renato Neto
Pour les articles homonymes, voir Cardoso et Neto.
Renato Cardoso Porto Neto, né le 27 septembre 1991 à Camacan au Brésil, est un footballeur brésilien. Il évolue au poste de milieu défensif au KMSK Deinze.

## Biographie
Renato Neto rejoint le prestigieux Centre de formation du Sporting Portugal en provenance de l'Academia Catarinense de Futebol au Brésil. Le 24 mai 2009, lors de la dernière journée du championnat 2008-2009, Paulo Bento lui offre la possibilité de disputer son premier match officiel en le faisant entrer à la 86e minute. Bis-repetita la saison suivante où il entre encore lors de la dernière journée du championnat 2009-2010, à la dernière minute du déplacement sur la pelouse de Leixões Sport Club.
Dans l'impossibilité dans l'immédiat d'avoir du temps de jeu en équipe première du Sporting, il est prêté au Cercle Bruges KSV. En Belgique, il devient rapidement un élément indispensable, et dispute près de 40 matchs officiels lors de la saison 2010-2011, 34 d'entre eux en tant que titulaire. Il découvre aussi la Coupe d'Europe, mais son équipe est éliminé dès le 3e tour préliminaire par les chypriotes de l'Anorthosis. En 2011-2012, il est de nouveau prêté au club belge où il est de nouveau titulaire indiscutable, mais il est rappelé dès la mi-saison par le Sporting et prend le mythique n°31 de Liedson. 
Dès son retour, il est immédiatement titularisé dans le Clássico contre le FC Porto (0-0) le 7 janvier 2012 pour sa toute première titularisation en match officiel avec l'équipe première du club lisboète. Le 22 avril 2012, sur la pelouse du Nacional, il inscrit son premier but sous les couleurs du Sporting d'une belle frappe de loin.
De l'été 2012 à décembre 2012, il est prêté par le Sporting CP au club hongrois de Videoton. En janvier 2013, il est prêté à La Gantoise.

## Statistiques
| Saison      | Club                     | Pays     | Championnat        | Championnat | Championnat | Coupes nationales | Coupes nationales | Coupe d'Europe | Coupe d'Europe | Coupe d'Europe | Total  | Total |
| Saison      | Club                     | Pays     | Division           | Matchs      | Buts        | Matchs            | Buts              | Type           | Matchs         | Buts           | Matchs | Buts  |
| ----------- | ------------------------ | -------- | ------------------ | ----------- | ----------- | ----------------- | ----------------- | -------------- | -------------- | -------------- | ------ | ----- |
| 2008 - 2009 | Sporting CP              | Portugal | Liga               | 1           | 0           | 0                 | 0                 | -              | 0              | 0              | 1      | 0     |
| 2009 - 2010 | Sporting CP              | Portugal | Liga               | 1           | 0           | 0                 | 0                 | -              | 0              | 0              | 1      | 0     |
| 2010 - 2011 | Cercle Bruges KSV (prêt) | Belgique | Jupiler Pro League | 36          | 4           | -                 | -                 | C3             | 4              | 0              | 40     | 4     |
| 2011 - 2012 | Cercle Bruges KSV (prêt) | Belgique | Jupiler Pro League | 18          | 1           | -                 | -                 | -              | -              | -              | 18     | 1     |
| 2011 - 2012 | Sporting CP              | Portugal | Liga               | 6           | 1           | 1                 | 0                 | C3             | 4              | 0              | 11     | 1     |
| 2012 - 2013 | Videoton                 | Hongrie  | OTP Bank Liga      | 4           | 0           | -                 | -                 | C3             | 3              | 0              | 7      | 0     |

Dernière mise à jour le 29 août 2012 après Videoton - Haladás (2-1).

## Palmarès
- La Gantoise
  - Championnat de Belgique
    - Vainqueur :  2015

  - Supercoupe de Belgique
    - Vainqueur :  2015